# Itapipoca
Itapipoca – miasto w Brazylii, w stanie Ceará. W 2010 roku liczyło 116 065 mieszkańców. Siedziba diecezji Itapipoca.